# National Gallery of Art

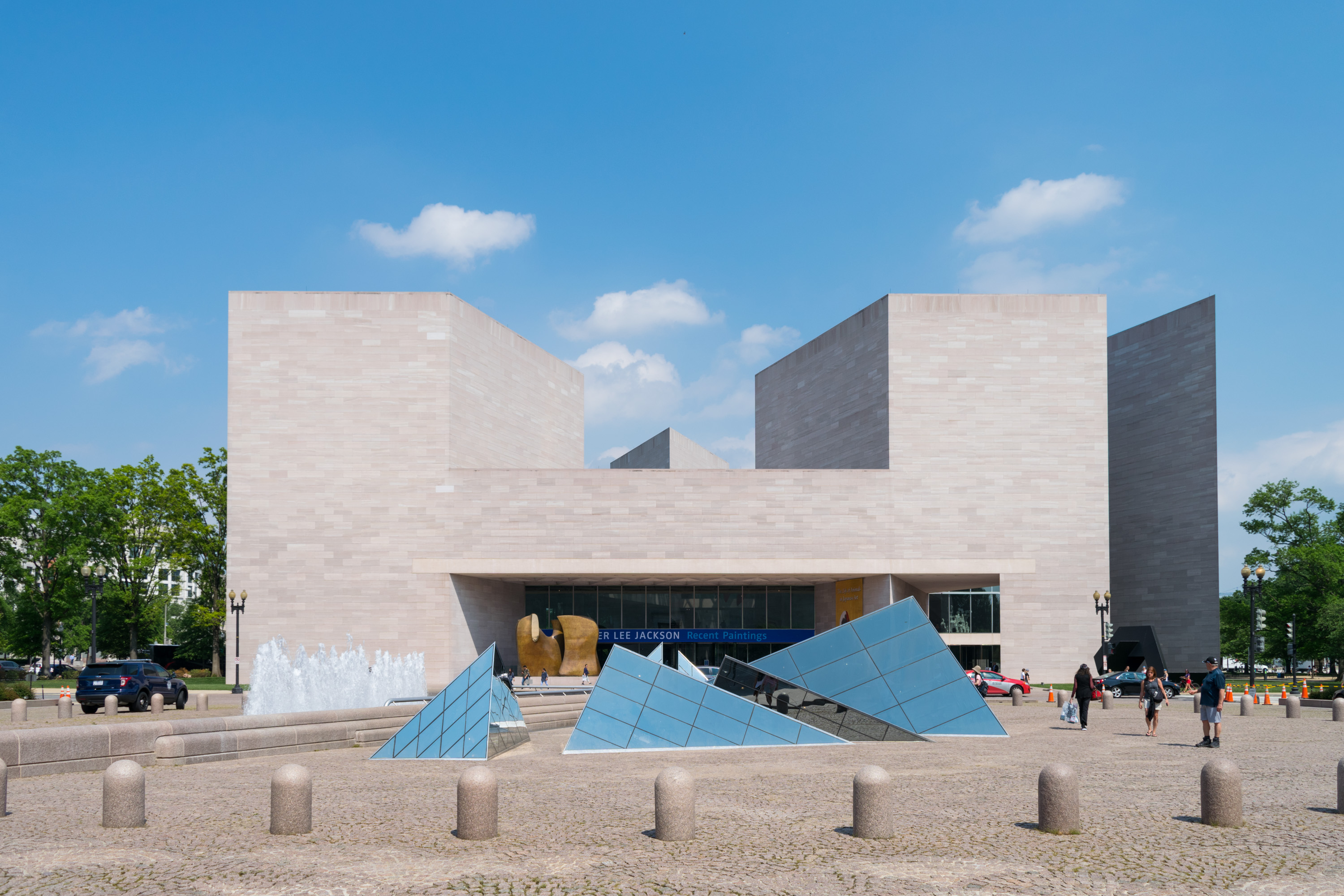
East Building, ritad av I. M. Pei

National Gallery of Art är ett amerikansk konstmuseum i Washington, D.C. Det etablerades 1938 och är USA:s enda federala konstmuseum. 
Museet omfattar den ursprungliga byggnaden West Building i nyklassistisk stil, ritad John Russell Pope, vilken är förbunden under mark med den nyare East Building, som ritats av I. M. Pei, samt en 25 000 m2 stor skulpturpark.  
Museet har en samling på över 2 000 skulpturer och målningar. Tack vare stora donationer tillhör samlingarna världens främsta och omfattar europeisk konst från 1200-talet till våra dagar samt amerikansk 1700- och 1800-talskonst.

## Bildgalleri

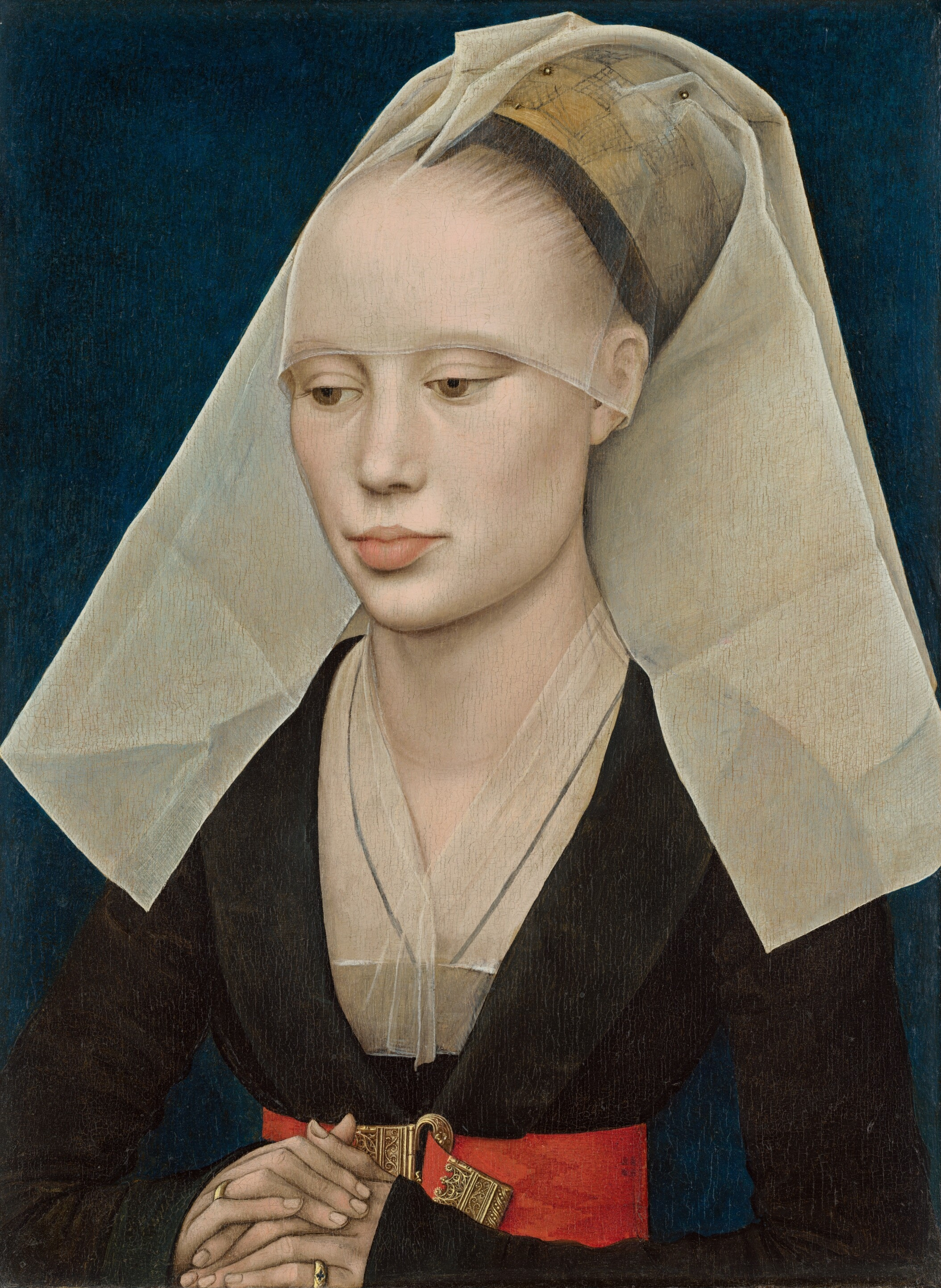
Rogier van der Weyden: Porträtt av en dam, omkring 1460
Leonardo da Vinci: Ginevra de' Benci, omkring 1474
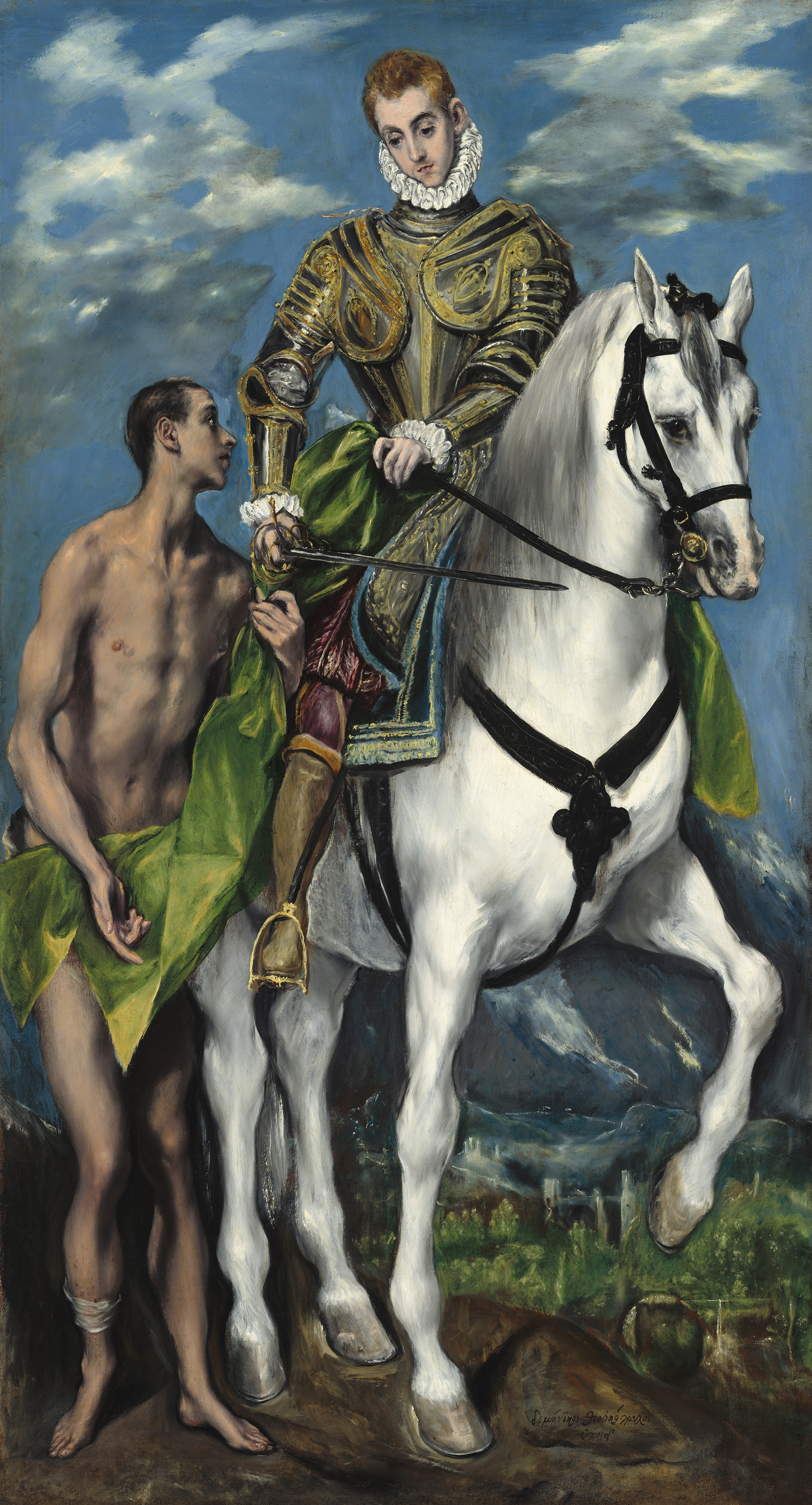
El Greco: Sankt Martin och tiggaren, omkring 1597–1599
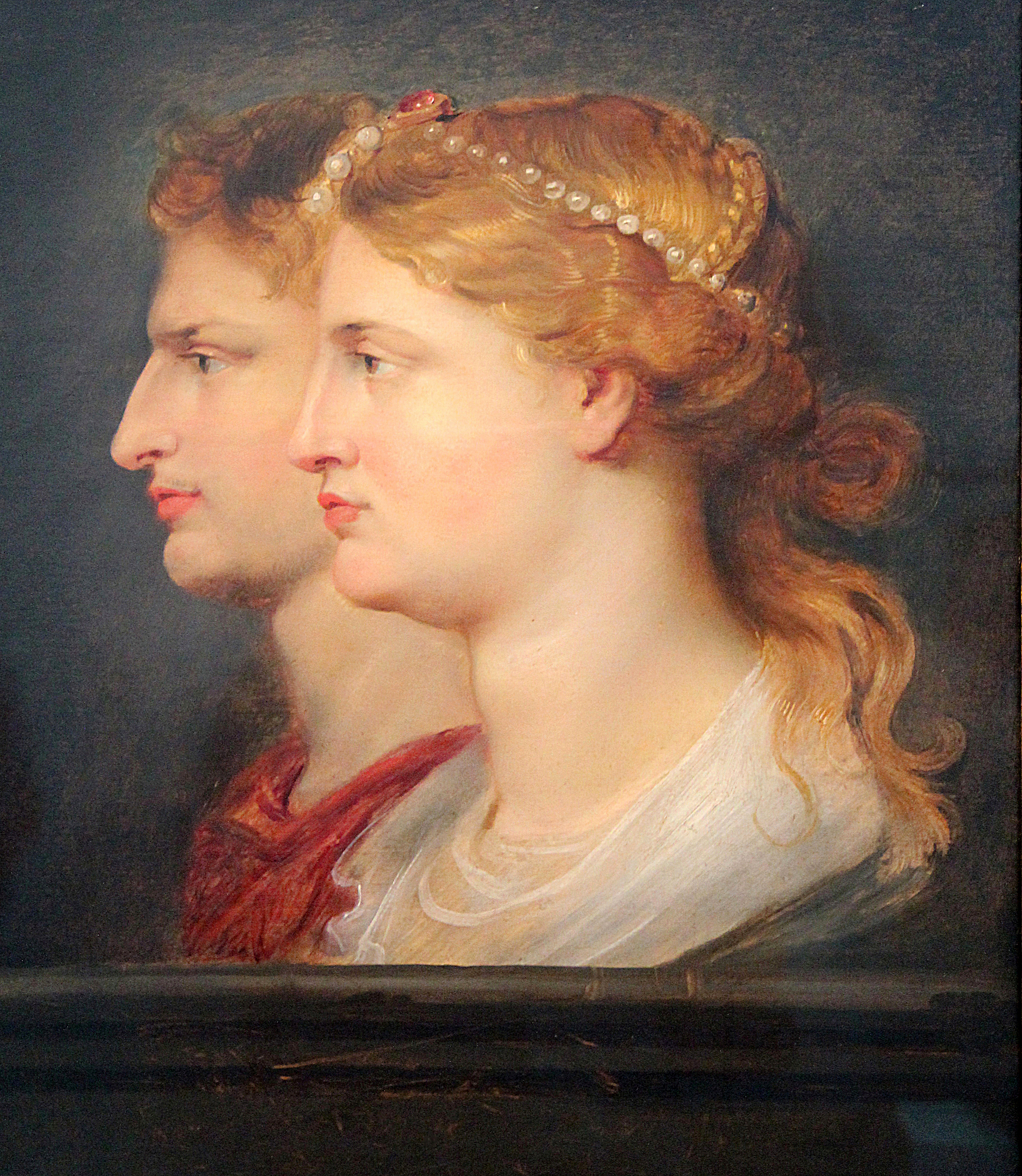
Peter Paul Rubens: Germanicus och Agrippina, 1614
Nicolas Poussin, Den heliga jungfruns uppenbarelse, omkring 1626
Rembrandt van Rijn: Självporträtt med barett och uppvänd krage, 1659
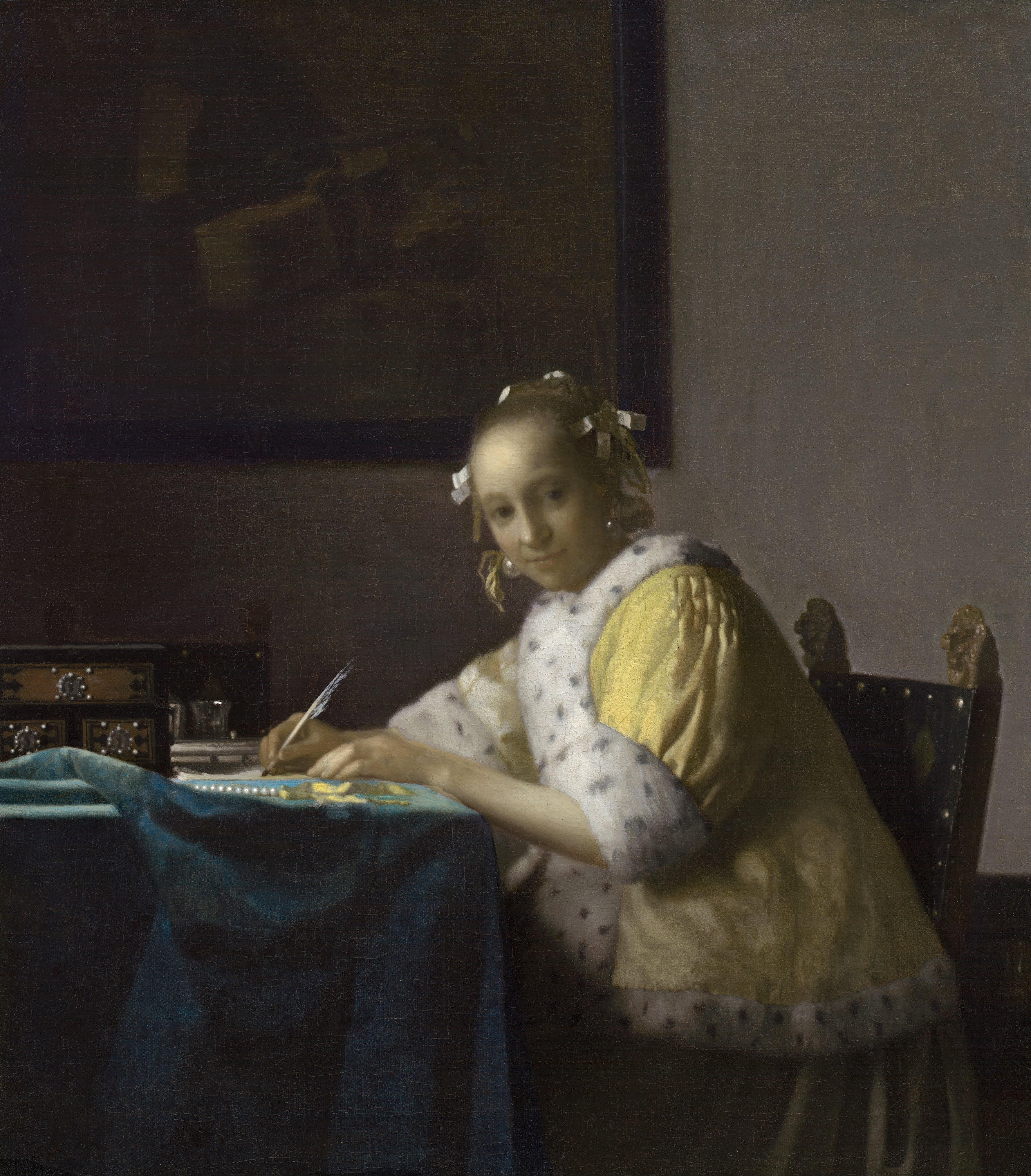
Johannes Vermeer: Ung kvinna som skriver ett brev  1665–1666
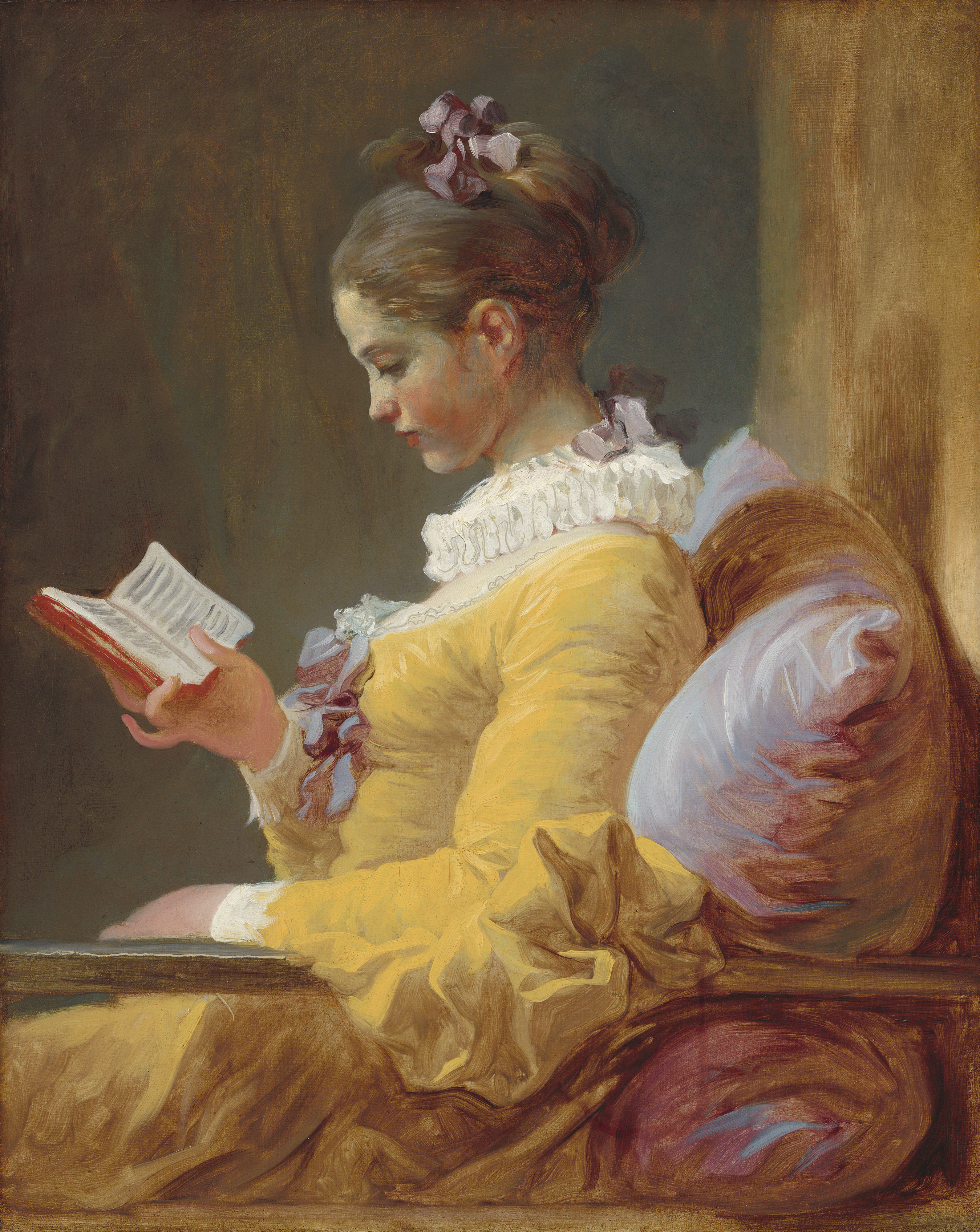
Jean-Honoré Fragonard, En ung flicka som läser, omkring 1776
Thomas Gainsborough: Mrs Richard Brinsley Sheridan, 1787
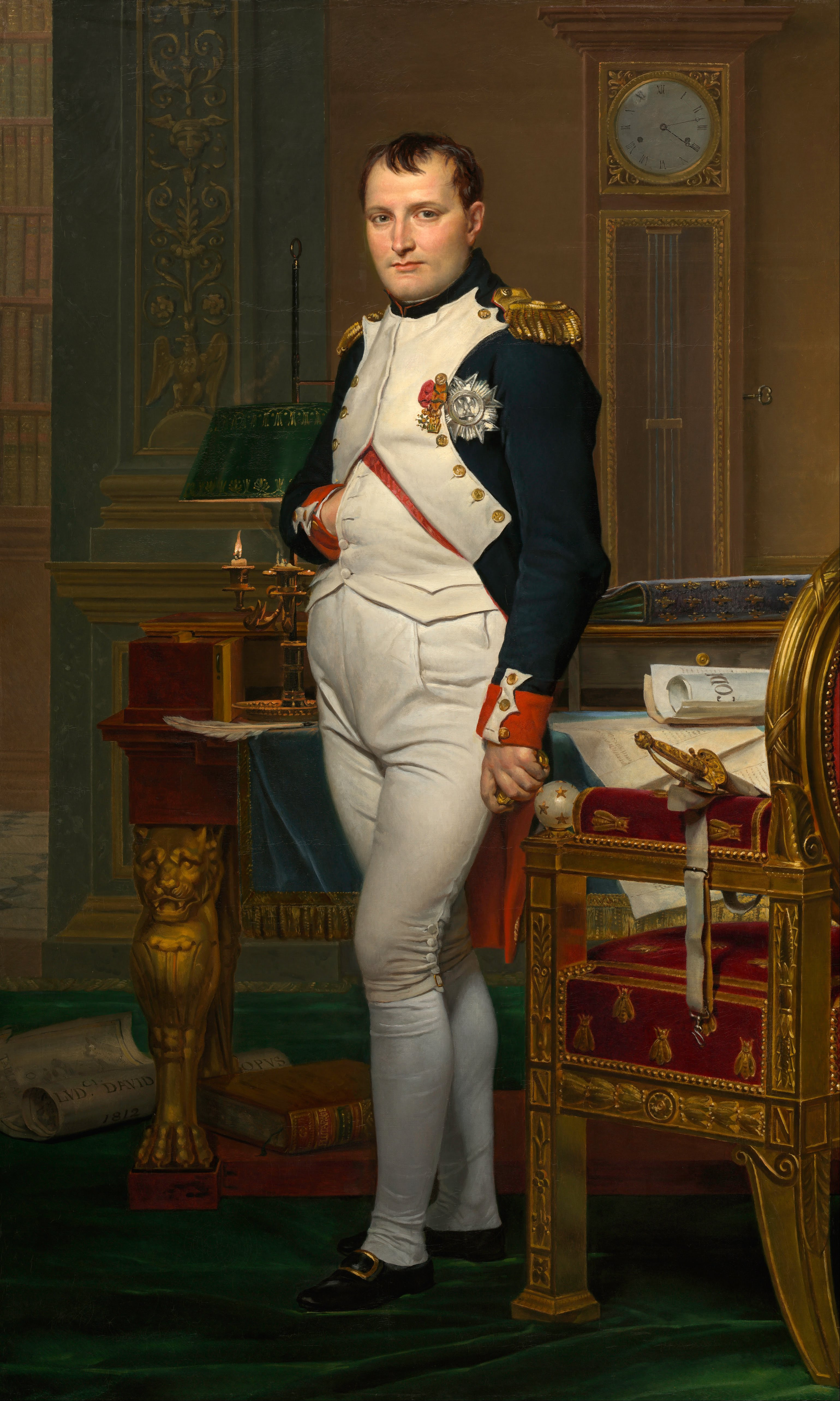
Jacques-Louis David: Kejsar Napoleon i sitt arbetsrum i Tuilerierna, 1812
Édouard Manet: Den gamle musikanten, 1862
Édouard Manet: Järnvägen, 1872
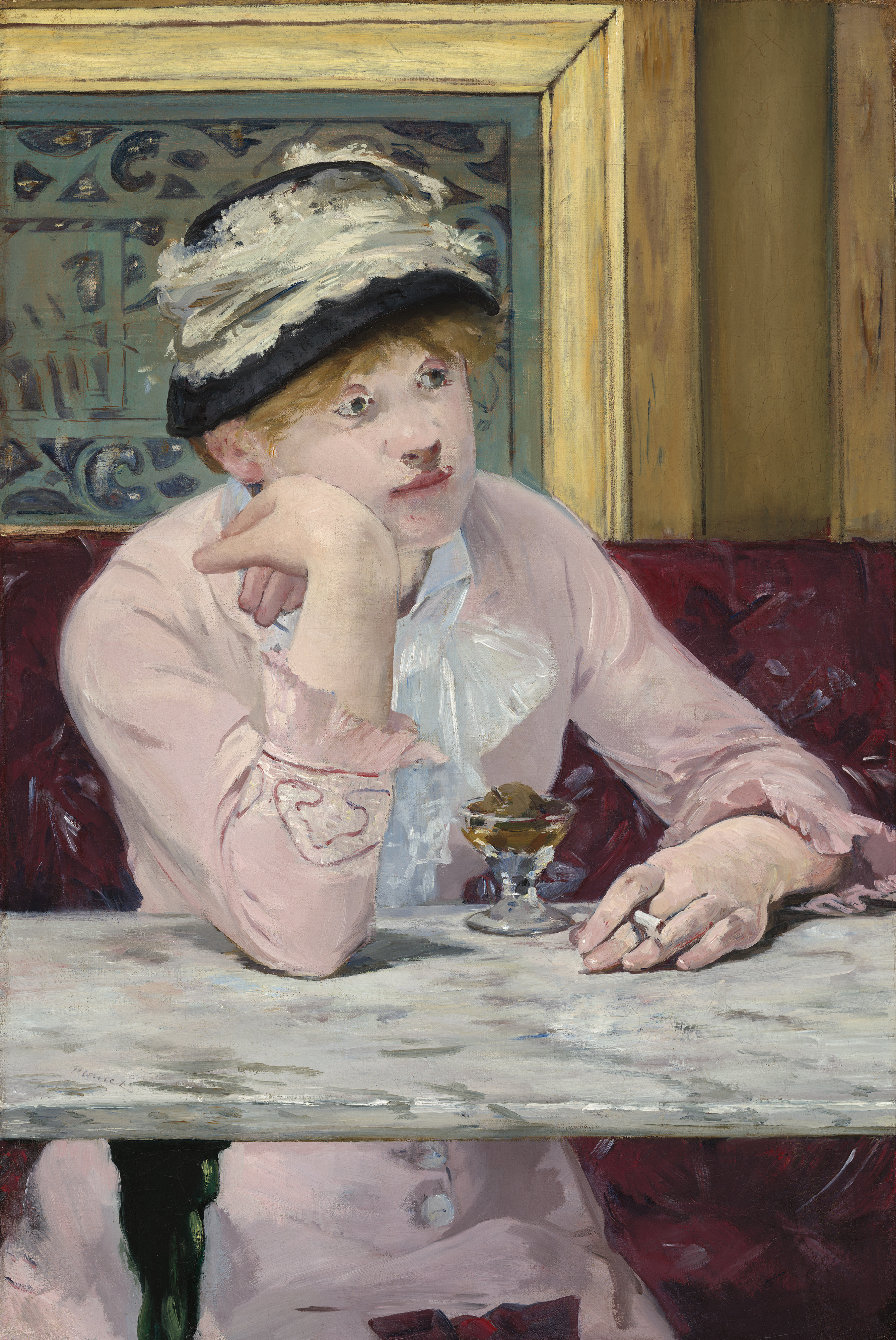
Édouard Manet: Plommonet, 1878